# Tapera (geslacht)
Tapera is een geslacht van vogels uit de familie koekoeken (Cuculidae). Het geslacht telt één soort.

## Soorten
- Tapera naevia – Gestreepte koekoek